# Ken Hammock
Ken Hammock ist ein US-amerikanischer Country- und Rockabilly-Musiker und Gitarrist.
Nachdem Hammock eine Zeit lang in Clyde Grubb’s Tennessee Valley Boys gespielt hatte, gründete er 1949 seine eigene Band, die Tennessee Valley Gang. Diese Gruppe bestand neben Hammock aus H.J. Keck (Gitarre und Fiddle), Ray West (Gitarre), Jimmy Fisher ('Hot Guitar'), Jimmie Brewer (Gitarre) und Johnnie Brewer (Bass). Aber erst im August 1958 erschien bei Starday seine erste Single. Kurz danach, im November, folgte die Rockabilly-Single Blue Guitar Jump, auf der Hammock selbst Lead-Gitarre spielt. Beide Singles wurden mit der Tennessee Valley Gang eingespielt.

## Diskografie
| Jahr | Titel                              | Label          |
| ---- | ---------------------------------- | -------------- |
| 1958 | Now or Never / Gotta Find Some Way | Starday 45-370 |
| 1958 | Blue Guitar Jump / Angel In Prison | Dixie 45-2009  |